# Gergena Branzova
Gergana 'Gigi' Branzova Erdenay (Burgas, Bugarska, 1976.) je bivša bugarska košarkašica i državna reprezentativka. Igrala je u WNBA. Na Draftu za WNBA 1998. izabrao ju je Detroit Shock. U karijeri je igrala za Neftohimik, DZU Stara Zagora, Reims, Asteras Exarhion, Fenerbahçe İstanbul, Migrosspor, Mersin, Košice, i Beşiktaş Cola Turka i
Kćer je poznatog bugarskog košarkaša Bojče Branzova i supruga poznatog turskog košarkaša Haruna Erdenaya.